# Сеферихисар
Сефери́хиса́р (тур. Seferihisar) — город и район в иле Измир в Турции. Площадь района 375 км². Население района 44 526 человек (2019). Экономика района основана на туризме и сельском хозяйстве — выращивании мандаринов, а также оливок, овощей, винограда и цветов в теплицах. Западнее города, на берегу залива Сыгаджик Эгейского моря находится порт Сыгаджик. В район входит остров Чифыткалеси.

## История
На территории района расположены древние города Теос между Сеферихисаром и Сыгаджиком, Лебедос у современного города Уркмез и Мионнес у современного города Доганбей.
В Дюздже находилось медресе на протяжении всего османского периода.
Из Сеферихисара родом морские пираты XV века Кара-Хасан и Кара-Турмуш.
В ходе Второй греко-турецкой войны 1919—1922 гг. после оккупации Смирны (Измира) греческие войска в течение нескольких дней с боем захватили Сеферихисар и другие прилегающие к Смирне города и районы.

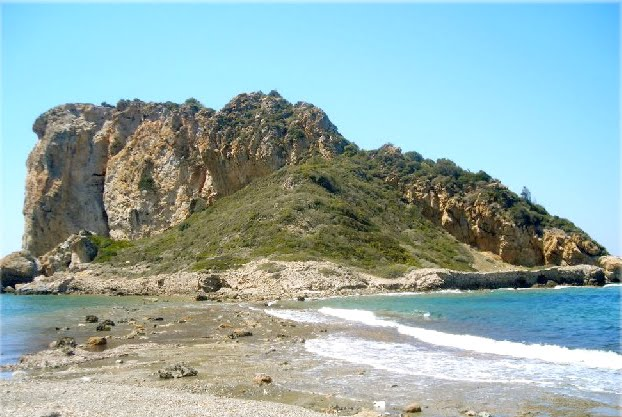
Остров Чифыткалеси
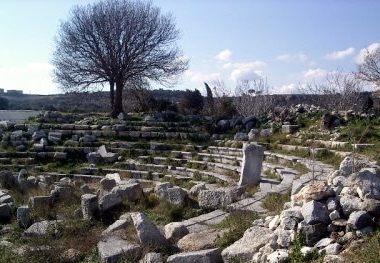
Одеон древнего города Теос